# بازی مدیریت زمان
بازی‌های مدیریت زمان زیرشاخه‌ای از بازی‌های ویدیویی کژوال و استراتژیک هستند که بر تخصیص سریع و بلادرنگ منابع به ترتیبی خاص برای رسیدن به اهدافی مشخص بازی تمرکز دارند. بازی‌هایی از این نوع اغلب با بازی‌های شبیه‌سازی سرمایه‌گذاری و سایر بازی‌های شبیه‌سازی کسب‌وکار همپوشانی دارند، که در آن‌ها بازیکن موظف است با به دست آوردن منابع و تصمیم‌گیری در مورد نحوهٔ استفاده به موقع از آن‌ها، یک کسب‌وکار را مدیریت کند. بازیکن اغلب باید به درخواست‌های ورودی که هنگام بازی رخ می‌دهد واکنش نشان دهد و آنها را به موثرترین شکل ممکن انجام دهد تا بیشترین پاداش ممکن را دریافت کند. اهداف و سناریوهای پاداش معمولاً دارای محدودیت زمانی هستند و در دسترس بودن منابع، سرعتی را که بازیکن می‌تواند درخواست‌ها را انجام دهد، محدود می‌کند. بازی‌های تپر و دینر دش از بازی‌های محبوب این ژانر هستند.

## توضیح
مدیریت زمان زیرشاخه‌ای از بازی‌های کژوال و استراتژیک با مجموعه‌ای متمایز از ویژگی‌هایی که ممکن است فاقد ویژگی‌های معمول بازی‌های استراتژیک باشند و بیشتر برای زنان بزرگسال جذاب است.
بیشتر بازی‌های مدیریت زمان از تم‌های جنگی استفاده نمی‌کنند، بلکه از تم‌های کاری بهره می‌برند؛ اهداف اکثر بازی‌های استراتژیک اغلب غلبه بر دشمن است، در حالی که اهداف بازی‌های مدیریت زمان معمولاً کسب درآمد کافی با انجام کار به موثرترین روش است. برخلاف بازی‌های استراتژیک که اغلب بر گیم‌پلی چندنفره متمرکز هستند، بازی‌های مدیریت زمان ذاتاً تک‌نفره هستند. تم هنری بازی‌های مدیریت زمان همانند بازی‌های کژوال، معمولاً دوستانه، شاد و ساده است.